# Електрометалургійний завод у Ар-Русайл (Muscat Steel)
Електрометалургійний завод у Ар-Русайл (Muscat Steel) — підприємство чорної металургії Оману, яке діє на півночі країни в індустріальній зоні Ар-Русайл та належить групі Muscat Steel.
У 2009 році була заснована компанія Muscat Steel Industries, що опікується розташованим неподалік від столиці країни Маскату металопрокатним заводом, який первісно міг щорічно випускати 180 тисяч тонн будівельної арматури. Згодом потужність цього майданчику довели до 400 тисяч тонн на рік.
З 2014-го в тій самій індустріальній зоні менш ніж за кілометр від металопрокатного виробництва діє другий майданчик групи, що належить компанії Muscat Steel Melting. Він може продукувати 200 тисяч тонн сталі на рік, а основним обладнанням тут є електродугова піч, піч-ківш та машина безперервного виливу сортової заготовки.